# Everyday I Get Closer to the Light from Which I Came
| Recensione | Giudizio |
| ---------- | -------- |
| AllMusic   |          |

Everyday I Get Closer to the Light from Which I Came è un album in studio del gruppo musicale britannico Jesu, pubblicato nel 2013.

## Tracce
Testi e musiche di Justin Broadrick.
1. Homesick – 5:58
2. Comforter – 7:10
3. Everyday I Get Closer to the Light from Which I Came – 7:32
4. The Great Leveller – 17:25
5. Grey Is the Colour – 4:34

Disco bonus dell'edizione giapponese
1. Everyday I Get Closer to the Light from Which I Came (alternative version) – 7:25
2. The Great Leveller (alternative version) – 10:19